# 오후나역
오후나역(일본어: 大船駅)은 일본 가나가와현 가마쿠라시에 있는 철도역이다.

## 타는 곳

### 동일본 여객철도
| 1(대피선) 2(본선) | 도카이도 선                                  | 요코하마·시나가와·도쿄 우에노 도쿄 라인에 직결 운행 우에노·오미야 방면         |
| 1(대피선) 2(본선) | 쇼난 신주쿠 라인 (다카사키 선에 직결 운행)   | 신주쿠·오미야 역 오미야·다카사키 방면                                          |
| 3(본선) 4(대피선) | 도카이도 선                                  | 오다와라·아타미 이토 선에 직결 운행 이토 방면                                  |
| 5(본선) 6(대피선) | 요코스카 선                                  | 요코하마·시나가와·도쿄 소부 쾌속선에 직결 운행 지바·나리타공항·가시마진구 방면 |
| 5(본선) 6(대피선) | 쇼난 신주쿠 라인 (우쓰노미야 선에 직결 운행) | 신주쿠·오미야·우쓰노미야 방면 (일부 7번 타는 곳에 진입함)                      |
| 5(본선) 6(대피선) | ■공항 특급 나리타 익스프레스                 | 나리타 공항 방면                                                               |
| 7(대피선) 8(본선) | 요코스카 선                                  | 가마쿠라·즈시·요코스카·구리하마 방면 (일부 이 역에서 출발)                     |
| 9・10             | 네기시 선 (게이힌 도호쿠 선에 직결 운행)     | 이소고·요코하마·우에노·미나미우라와·오미야 방면                                |
| 9・10             | 네기시 선 (요코하마 선에 직결 운행)          | 이소고·요코하마·신요코하마·마치다·하치오지 방면                                |

### 쇼난 모노레일
| 1 | ■ 에노시마 선 | 쇼난에노시마 방면 |
| 2 | ■ 에노시마 선 | 하차 전용 승강장  |

## 인접한 역
| 동일본 여객철도 도카이도 본선               | 동일본 여객철도 도카이도 본선       | 동일본 여객철도 도카이도 본선 |
| ------------------------------------------- | ----------------------------------- | ----------------------------- |
| JT 03 시나가와 구로이소 · 다카사키 방면     | 도카이도 본선 통근쾌속              | JT 08 후지사와 아타미 방면    |
| JT 06 도쓰카 구로이소 · 다카사키 방면       | 도카이도 본선 쾌속 아쿠티 호 · 보통 | JT 08 후지사와 아타미 방면    |
| 도쓰카 다카사키 방면                        | 쇼난 신주쿠 라인 특별쾌속 · 쾌속    | 후지사와 오다와라 방면        |
| 동일본 여객철도 도카이도 본선 · 요코스카 선 |                                     |                               |
| 도쓰카 지바 방면                            | 요코스카 선                         | 기타카마쿠라 구리하마 방면    |
| 도쓰카 우쓰노미야 방면                      | 쇼난 신주쿠 라인 쾌속 · 보통        | 기타카마쿠라 즈시 방면        |
| 동일본 여객철도 네기시 선                   |                                     |                               |
| 혼고다이 오미야 방면                        | 게이힌 도호쿠 선                    | 시·종착역                     |
| 시·종착역                                   | 요코하마 선                         | 혼고다이 하치오지 방면        |
| 쇼난 모노레일 에노시마 선                   |                                     |                               |
| 시·종착역                                   | ■ 쇼난 모노레일                     | 후지미초 쇼난에노시마 방면    |